# Roll Deep (singolo)
Roll Deep (Because I'm The Best) è il primo singolo dell'album A+ della cantante sudcoreana Hyuna.
La canzone è stata registrata nel 2015. La traccia è stata scritta e prodotta dalla cantante stessa ed è uscita su Internet il 21 agosto 2015.

## Il brano
Il brano è stato presentato in live il 20 agosto insieme al brano Ice Ice. La canzone è stata promossa in vari show televisivi.

## Classifiche
| Classifica (2012)           | Posizione massima |
| --------------------------- | ----------------- |
| Corea del Sud               | 13                |
| Stati Uniti (Digital Chart) | 3                 |